# Cirrochroa semiramis
Cirrochroa semiramis är en fjärilsart som beskrevs av Felder 1867. Cirrochroa semiramis ingår i släktet Cirrochroa och familjen praktfjärilar. Inga underarter finns listade i Catalogue of Life.